# تفجيرات العراق 13 حزيران 2012
تفجيرات العراق 13 يونيو 2012 وهي أعمال تفجير باستخدام 16 عبوة ناسفة و17 سيارة مفخخة وشن خمس هجمات مسلحة في مناطق مختلفة من العراق حيث شهدت مدن بغداد والكوت والحلة والموصل والأنبار وسامراء وكربلاء وكركوك والسماوة وديالى سلسلة من أعمال العنف والتفجير راح ضحيتها أكثر من 84 قتيلاً مع اصابة 284 بجروح وتتزامن هذه الانفجارات مع ذكرى وفاة موسى بن جعفر الكاظم الامام السابع لدى الشيعة الإثنا عشرية الذي تُوفي في 25 رجب 183 هـ مسموماً وفقاً لاعتقاد الشيعة الإمامية في سجن هارون الرشيد ودفن في مقبرة قريش في بغداد ويحيي الشيعة ذكرى وفاته كل عام بالذهاب مشياً على الاقدام إلى الحضرة الكاظمية في منطقة الكاظمية في بغداد ويلبسون السواد ويقيمون المجالس والمآتم.

## التفجيرات

### بغداد
في العاصمة بغداد التي يقصدها الزائرين الشيعة بالملايين لاحياء ذكرى وفاة الامام الكاظم الواقع مرقده في منطقة الكاظمية وشهد صباح اليوم الأربعاء انفجار سيارة مفخخة في منطقة المدائن ما أدى إلى وفاة ثلاثة وجرح 12 آخرين وفي المحمودية انفجرت عبوتان ناسفتان قرب حسينية الإمام الصادق وكذلك شهد تقاطع النهروان انفجار سيارة مفخخة استشهد على إثرها شخصان وأصيب سبعة آخرون بجروح أما في الكاظمية فقد انفجرت سيارة مفخخة على جموع من الزوار الشيعة مما أدى إلى وفاة 7 وإصابة 20 بجروح أما في السيدية فقد قام مسلحون بإطلاق النار على ثلاث من رجال الشرطة ما أدى إلى وفاتهم وفي الكرادة استشهد 9 أشخاص وأصيب 21 آخرون بجروح في انفجار سيارة مفخخة استهدفت زوارا شيعة في طريق معسكر الرشيد واستشهد 6 وأصيب 11 آخرون بجروح جراء انفجار سيارة مفخخة في ساحة عقبة بن نافع في نفس المنطقة وفي أبو غريب جرح 6 مدنيين في انفجار عبوتين ناسفتين.

### الحلة
في مدينة الحلة وسط العراق انفجرت سيارتين مفخختين بالقرب من مطعم يرتاده أفراد الشرطة والقوات الأمنية ما أسفر عن وفاة 22 شخص وكذلك انفجرت سيارة مفخخة وسط جموع من الزوار الشيعة مما ادى إلى وقاة 20 شخصاً وإصابة 38 بجروح.

### ديالى
في محافظة ديالى استشهد 5 أشخاص واصيب 9 اخرون بجروح في انفجار 9 عبوات ناسفة في مناطق مختلفة من المدينة.

### كربلاء
أما في كربلاء فقد انفجرت سيارة مفخخة في قضاء طويريج استهدفت تجمعاً للعمال ومسيرات شيعية مما أدى إلى وفاة 24 شخصاً وإصابة 16 آخرين بجروح وبالقرب من مرقد الامام الحسين احترق أحد الفنادق.

### الأنبار
وفي محافظة الأنبار انفجرت عبوات ناسفة في الفلوجة استهدفت منزل ضابط شرطة برتبة نقيب ما أدى لإصابة 17 من أفراد الأسرة والجيران بينهم نساء وأطفال واستشهد 4 أشخاص وأصيب 11 آخرون في أحد الأسواق شرق الرمادي في وقت متأخر من مساء الثلاثاء.

### الموصل
شهدت محافظة الموصل شمالي العراق مجموعة من الانفجارات حيث وقع 12 هجوما مسلحا بقذائف هاون وعبوات وسيارات مفخخة في مناطق متفرقة ما أدى إلى إصابة 15 شخصا.

### كركوك
في محافظة كركوك وقعت ثلاثة تفجيرات بسيارات مفخخة استهدفت مقرات للحزب الديمقراطي الكردستاني وبلغت حصيلة المصابين 15 مصابا.

## ردود الفعل
- فرنسا : أدانت فرنسا بشدة سلسلة التفجيرات حيث أعربت وزارة الخارجية الفرنسية في بيان صحفى يوم الأربعاء عن تعازيها لأسر الضحايا وعن تعاطفها مع المصابين مؤكدة على وقوف باريس إلى جانب السلطات العراقية في حربها ضد الإرهاب.
- بريطانيا : أدانت بريطانيا التفجيرات التي وقعت في العراق حيث قال الوزير بوزارة الخارجية لشؤون الشرق الأوسط وشمال أفريقيا اليستر برت لقد صدمت عندما علمت بالتفجيرات التي وقعت في العراق اليوم والتي استهدفت عددا من الشيعة في بغداد وأماكن أخرى وأضاف أدين بشدة تلك الهجمات الجبانة معربا عن خالص التعازي لعائلات الضحايا والمصابين.
- سوريا : ادانت سوريا التفجيرات الاجرامية التي طالت الابرياء حيث قالت وزارة الخارجية السورية في بيان لها انها إذ تشدد على أن لا دين للإرهاب ولا وطن تؤكد أن يد الإرهاب الآثمة التي ضربت مختلف المدن السورية مؤخراً هي ذاتها التي استهدفت العاصمة بغداد اليوم ومدناً أخرى وأن الدماء الطاهرة التي سالت اليوم على الأراضي العراقية هي ذاتها التي سالت قبل أيام على الأراضي السورية وأضافت أنها تتقدم من العراق الشقيق حكومةً وشعباً بأحر التعازي لسقوط هؤلاء الشهداء الأبرار كما تعبر عن تضامنها الكامل ومواساتها لعائلات الضحايا آملة أن يعود للعراق أمنه واستقراره.